# Papiro 15
Il Papiro 15 ({\displaystyle {\mathfrak {p}}}15) è uno dei più antichi manoscritti esistenti del Nuovo Testamento, datato paleograficamente agli inizi del III secolo. È scritto in greco.

## Contenuto del papiro
{\displaystyle {\mathfrak {p}}}15 contiene una piccola parte del Prima lettera ai Corinzi (7,18-8,4).
È attualmente ospitato presso la Museo Egizio (P. Oxy. 1008; JE 47423) in Cairo.
Il testo del codice è rappresentativo del tipo testuale alessandrino. Kurt Aland lo ha collocato nella Categoria I.